# Belosynapsis
Belosynapsis là một chi thực vật có hoa trong họ Commelinaceae.